# Coppa dell'Asia orientale 2013
La Coppa dell'Asia orientale 2013, quinta edizione della competizione, si disputa in Guam (prima fase), Hong Kong (seconda fase) e Corea del Sud (fase finale) dal 18 luglio 2012 al 28 luglio 2013.

## Squadre partecipanti
- Australia
- Cina
- Corea del Nord
- Corea del Sud
- Giappone
- Guam
- Hong Kong
- Isole Marianne Settentrionali
- Macao
- Taipei cinese

## Prima fase
La prima fase del torneo si è svolta a Yona, a Guam.
| Squadra                       | Pti | G | V | Pa | Pe | GF | GS | DR |
| ----------------------------- | --- | - | - | -- | -- | -- | -- | -- |
| Guam                          | 6   | 2 | 2 | 0  | 0  | 6  | 1  | +5 |
| Macao                         | 3   | 2 | 1 | 0  | 1  | 5  | 4  | +1 |
| Isole Marianne Settentrionali | 0   | 2 | 0 | 0  | 2  | 2  | 8  | -6 |

| Arbitro: | Kim Dae-Yong |

|            |           |                               |
| Miller 18’ | Marcatori | 25’, 66’, 90’ (rig.) Cunliffe |

| Arbitro: | Jumpei Iida |

|             |           |                                                       |
| Schuler 51’ | Marcatori | 27’, 55’, 59’ Chan Kin Seng 40’ Ho Man Hou 62’ Vernon |

| Arbitro: | Jumpei Iida |

|                                      |           |  |
| Cunliffe 15’ Lopez 22’ DeVille 90+3’ | Marcatori |  |

## Seconda fase
La seconda fase si è svolta a Hong Kong ed ha accolto Guam, vincitore della prima fase.
| Squadra        | Pti | G | V | Pa | Pe | GF | GS | DR  |
| -------------- | --- | - | - | -- | -- | -- | -- | --- |
| Australia      | 10  | 4 | 3 | 1  | 0  | 19 | 1  | +18 |
| Corea del Nord | 10  | 4 | 3 | 1  | 0  | 16 | 2  | +14 |
| Hong Kong      | 6   | 4 | 2 | 0  | 2  | 4  | 6  | -2  |
| Taipei cinese  | 1   | 4 | 0 | 1  | 3  | 2  | 17 | -15 |
| Guam           | 1   | 4 | 0 | 1  | 3  | 2  | 17 | -15 |

| Arbitro: | Kim Dae-Yong |

|              |           |                     |
| Merfalen 56’ | Marcatori | 2’, 17’ Chan Siu Ki |

| Arbitro: | Wang Zhe |

|                  |           |                                                                                            |
| Chen Hao-wei 79’ | Marcatori | 28’ An Il-bom 34’ Pak Song-Chol 42’ Ri Kwang-Hyok 65’ Pak Nam-Chol I 67’, 89’ Ri Myong-Jun |

| Arbitro: | Mongkolchai Pechsri |

|                                                                         |           |  |
| An Il-bom 26’ Ri Myong-Jun 34’, 59’ Pak Nam-Chol I 82’ Jong Il-Gwan 87’ | Marcatori |  |

| Arbitro: | Jumpei Iida |

|  |           |             |
|  | Marcatori | 85’ Emerton |

| Arbitro: | Kim Dae-Yong |

|                  |           |            |
| Lo Chih-an 90+2’ | Marcatori | 67’ Naputi |

| Arbitro: | Mongkolchai Pechsri |

|                 |           |             |
| An Yong-hak 64’ | Marcatori | 4’ Thompson |

| Arbitro: | Wang Zhe |

|  |           |                                                                                            |
|  | Marcatori | 12’ Mooy 20’, 56’ Babalj 43’ Marrone 59’, 63’, 65’ (rig.) Thompson 71’ Milligan 83’ Garcia |

| Arbitro: | Jumpei Iida |

|                                  |           |  |
| Chan Wai Ho 24’ Lee Hong Lim 25’ | Marcatori |  |

| Arbitro: | Mongkolchai Pechsri |

|  |           |                                                                              |
|  | Marcatori | 27’ Pak Nam-Chol II 33’ Ryang Yong-Gi 36’ Pak Nam-Chol I 85’ Pak Song-Chol I |

| Arbitro: | Kim Dae-Yong |

|                                                                                                |           |  |
| Garcia 11’ Cornthwaite 17’ Taggart 20’, 29’ Behich 34’, 57’ Mooy 47’ Yang Chao-hsun 82’ (aut.) | Marcatori |  |

## Fase finale
L'ultima fase della competizione si è svolta in Corea del Sud.
| Squadra       | Pti | G | V | Pa | Pe | GF | GS | DR |
| ------------- | --- | - | - | -- | -- | -- | -- | -- |
| Giappone      | 7   | 3 | 2 | 1  | 0  | 8  | 6  | +2 |
| Cina          | 5   | 3 | 1 | 2  | 0  | 7  | 6  | +1 |
| Corea del Sud | 2   | 3 | 0 | 2  | 1  | 1  | 2  | -1 |
| Australia     | 1   | 3 | 0 | 1  | 2  | 5  | 7  | -2 |

| Seul 20 luglio 2013, ore 19:00 UTC+9 | Corea del Sud    | 0 – 0 referto | Australia | Seoul World Cup Stadium (31.571 spett.)\| Arbitro: \| Yūichi Nishimura \| |
| Arbitro:                             | Yūichi Nishimura |               |           |                                                                           |

| Arbitro: | Benjamin Williams |

|                                    |           |                                             |
| Kurihara 32’ Kakitani 59’ Kudo 61’ | Marcatori | 4’ (rig.) 81’ (rig.) Wang Yongpo 87’ Sun Ke |

| Hwaseong 24 luglio 2013, ore 20:00 UTC+9 | Corea del Sud      | 0 – 0 referto | Cina | Hwaseong Stadium (23.675 spett.)\| Arbitro: \| Valentin Kovalenko \| |
| Arbitro:                                 | Valentin Kovalenko |               |      |                                                                      |

| Arbitro: | Tan Hai |

|                          |           |                    |
| Saito 26’ Osako 56’, 79’ | Marcatori | 76’ Duke 78’ Jurić |

| Arbitro: | Kim Dong-Jin |

|                                 |           |                                               |
| Mooy 30’ Taggart 89’ Duke 90+3’ | Marcatori | 5’ Yu Dabao 56’ Sun Ke 87’ Yang Xu 88’ Wu Lei |

| Arbitro: | Ben Williams |

|                |           |                     |
| Yun Il-Lok 33’ | Marcatori | 24’, 90+1’ Kakitani |

## Classifica finale
| Rank | Team                          |
| ---- | ----------------------------- |
|      | Giappone                      |
|      | Cina                          |
|      | Corea del Sud                 |
| 4    | Australia                     |
| 5    | Corea del Nord                |
| 6    | Hong Kong                     |
| 7    | Taipei cinese                 |
| 7    | Guam                          |
| 9    | Macao                         |
| 10   | Isole Marianne Settentrionali |